# The Sermon!
| Recensione | Giudizio |
| ---------- | -------- |
| AllMusic   | [ 2 ]    |

The Sermon! è un album discografico di Jimmy Smith, pubblicato dalla casa discografica Blue Note Records nel dicembre del 1959.
Il brano The Sermon è dedicato a Horace Silver.

## Tracce

### LP
Lato A
1. The Sermon – 20:10 (Jimmy Smith) – Registrato il 25 febbraio 1958

Lato B
1. J.O.S. – 11:54 (Jimmy Smith) – Registrato il 25 agosto 1957
2. Flamingo – 8:00 (Edmund Anderson, Ted Grouya) – Registrato il 25 febbraio 1958

## Musicisti
The Sermon / Flamingo
- Jimmy Smith - organo
- Lou Donaldson - sassofono alto (brano: The Sermon)
- Tina Brooks - sassofono tenore (brano: The Sermon)
- Lee Morgan - tromba
- Kenny Burrell - chitarra
- Art Blakey - batteria

J.O.S.
- Jimmy Smith - organo
- Lee Morgan - tromba
- George Coleman - sassofono alto
- Eddie McFadden - chitarra
- Donald Bailey - batteria

Note aggiuntive
- Alfred Lion - produttore
- Rudy Van Gelder - ingegnere delle registrazioni
- Francis Wolff - foto copertina album originale
- Reid Miles - design copertina album originale
- Ira Gitler - note retrocopertina album originale[3]